# 持明院基時
持明院 基時（じみょういん もととき）は、江戸時代前期の公卿。権大納言・持明院基定の長男。官位は正二位・権大納言。持明院家20代。

## 官歴
『公卿補任』による
- 寛永16年（1639年） 正月5日：叙爵（従五位下）
- 寛永21年（1644年） 5月29日：元服昇殿、従五位上、侍従
- 慶安元年（1648年） 正月5日：正五位下
- 慶安3年（1650年） 正月11日：左近衛少将
- 慶安5年（1652年） 正月5日：従四位下
- 明暦元年（1655年） 12月1日：左中将、従四位上
- 万治2年（1659年） 正月5日：正四位下
- 寛文3年（1663年） 2月24日：従三位
- 寛文7年（1667年） 正月5日：正三位
- 延宝元年（1673年） 12月27日：参議
- 延宝3年（1677年） 2月22日：右衛門督
- 延宝5年（1679年） 6月24日：従二位
- 元禄2年（1689年） 12月28日：権中納言
- 元禄3年（1690年） 12月26日：辞権中納言
- 元禄4年（1691年） 12月21日：正二位
- 元禄12年（1699年） 12月28日：権大納言。12月29日：辞権大納言
- 元禄17年（1704年） 3月10日：薨去（享年70）

## 系譜
- 父：持明院基定
- 母：持明院基久の娘[1]
- 妻：家女房[1]
  - 長男：持明院基輔（1658-1714）
  - 次男[1]：石野基顕（1671-1741） - 石野家祖
- 生母不明の子女
  - 男子：持明院基禎